# ميكايلا مور
ميكايلا مور هي لاعبة كرة قدم محترفة تلعب في نادي ليفربول الإنجليزي لكرة القدم والمنتخب الوطني النيوزيلندي